# Zé Luiz
José Luiz Francisco (São Paulo, 22 de novembro de 1961), mais conhecido como Zé Luiz, é um jornalista, radialista, apresentador e repórter brasileiro. Desde 1988, trabalha na 89 FM A Rádio Rock em São Paulo, onde atualmente apresenta os programas Do Balacobaco 2.Zé (desde 2014) e Rock Bola (desde 2016). Em 2015, o programa Do Balacobaco 2.Zé venceu o Troféu APCA na categoria humor.

## Carreira

Zé Luiz ao lado de Yuri Danka e Rafaella Rondelli nos estúdios da 89 FM A Rádio Rock (2019)

Entre 1988 e 2006, foi radialista da 89 FM A Rádio Rock de São Paulo, onde frequentemente usava o bordão "Zé Luiz lhes diz". Ele criou e apresentou o programa humorístico Do Balacobaco, que estreou em 14 de fevereiro de 2002, e foi ao ar pela última vez em 7 de junho de 2006. Também apresentou o programa esportivo Rock Bola ao lado de Walter Casagrande e PH Dragani de novembro de 2002 a dezembro de 2003.
Na televisão, Zé Luiz trabalhou como repórter na TV Shop Tour, fez parte do programa X-Tudo, exibido pela TV Cultura, e do programa Tempo de Alegria do SBT. Entre 2000 e 2003, foi repórter do programa É Show apresentado por Adriane Galisteu na Rede Record.
Em 2006, se tornou radialista da Jovem Pan, onde criou o programa Morning Show e permaneceu até 2013 apresentando o programa de segunda a sexta-feira, das 9:00 às 11:00 da manhã.
Entre 2013 e 2015, foi apresentador do Morning Show, que foi posteriormente renomeado para Muito Show, formato que ele criou na rádio Jovem Pan como Morning Show e foi adaptado para a tela da RedeTV! como um programa de entretenimento diário nas manhãs da emissora.
Em 2014 voltou para a 89 FM, onde apresenta o programa criado por ele, Do Balacobaco 2.Zé, no qual é o programa de maior audiência da rádio. Em 2015, o programa venceu o Troféu APCA na categoria humor. Também trabalhou como locutor no canal Fox Life em 2015. Desde 2016, Zé também apresenta o programa esportivo Rock Bola ao lado de Walter Casagrande, Branco Mello e Marcelo Rubens Paiva.  Em 2017 ele foi escolhido como a nova voz padrão da RedeTV. Em 1 de outubro de 2019, ele participou do programa A Culpa é do Cabral do canal Comedy Central.
Zé Luiz também estrelou campanhas comerciais das lojas Casas Bahia.

## Vida pessoal
Se formou em jornalismo na Pontifícia Universidade Católica de Campinas. Enquanto cursava jornalismo, trabalhou como barman e fazia parte de um grupo de teatro. É pai da cantora Manu Gavassi e da designer de moda Catarina Gavassi, frutos de seu casamento com a psicóloga e artista plástica  Daniela Gavassi. Desde 2012, é casado com a radialista Rafaella Rondelli, com quem apresenta o programa Do Balacobaco 2.Zé.

## Rádio
| Ano           | Título             | Função                  |
| ------------- | ------------------ | ----------------------- |
| 1988–06       | 89 FM A Rádio Rock | Locutor                 |
| 2002–06       | Do Balacobaco      | Apresentador            |
| 2002–03       | Rock Bola          | Apresentador            |
| 2006–13       | Morning Show       | Apresentador            |
| 2014–presente | Do Balacobaco 2.Zé | Apresentador / Produtor |
| 2016–presente | Rock Bola          | Apresentador            |

## Televisão
| Ano     | Título                    | Função       |
| ------- | ------------------------- | ------------ |
| ????    | TV Shop Tour              | Repórter     |
| ????    | Tempo de Alegria          |              |
| ????    | X-Tudo                    |              |
| 2000–03 | É Show                    | Repórter     |
| 2013–15 | Morning Show / Muito Show | Apresentador |
| 2015    | Fox Life                  | Locutor      |
| 2017    | RedeTV!                   | Locutor      |

## Internet
| Ano  | Título        | Papel     |
| ---- | ------------- | --------- |
| 2018 | Garota Errada | Ele mesmo |

## Prêmios e indicações
| Ano  | Prêmio                  | Categoria                | Trabalho           | Resultado |
| ---- | ----------------------- | ------------------------ | ------------------ | --------- |
| 2015 | Troféu APCA             | Humor                    | Do Balacobaco 2.Zé | Venceu    |
| 2016 | Prêmio Jovem Brasileiro | Melhor Programa de Rádio | Do Balacobaco 2.Zé | Indicado  |
| 2017 | Prêmio Jovem Brasileiro | Melhor Programa de Rádio | Do Balacobaco 2.Zé | Indicado  |